# Iota Aquilae
Iota Aquilae (Al Thalimain, 41 Aquilae) é uma estrela dupla na direção da constelação de Aquila. Possui uma ascensão reta de 19h 36m 43.28s e uma declinação de −01° 17′ 11.6″. Sua magnitude aparente é igual a 4.36. Considerando sua distância de 307 anos-luz em relação à Terra, sua magnitude absoluta é igual a −0.51. Pertence à classe espectral B5III.